# Roberto Ibáñez (judoka)
Roberto Xavier Ibáñez Romero (Guayaquil, 20 de enero de 1985) es un deportista ecuatoriano que compitió en judo. Ganó una medalla en los Juegos Panamericanos de 2007, y dos medallas en el Campeonato Panamericano de Judo en los años 2005 y 2008.

## Palmarés internacional
| Juegos Panamericanos    | Juegos Panamericanos    | Juegos Panamericanos | Juegos Panamericanos |
| Año                     | Lugar                   | Medalla              | Categoría            |
| ----------------------- | ----------------------- | -------------------- | -------------------- |
| 2007                    | Río de Janeiro (Brasil) | Medalla de plata     | –66 kg               |
| Campeonato Panamericano |                         |                      |                      |
| Año                     | Lugar                   | Medalla              | Categoría            |
| 2005                    | Caguas (Puerto Rico)    | Medalla de bronce    | –66 kg               |
| 2008                    | Miami (Estados Unidos)  | Medalla de plata     | –66 kg               |